# Masaaki Hatsumi
Masaaki Hatsumi (jap. 初見 良昭, Hatsumi Masaaki [hatsɯmi masaːki]; * 2. Dezember 1931 in Noda, Japan als Hatsumi Yoshiaki) ist ein japanischer Kampfkünstler. Er ist der Gründer und das Oberhaupt des Bujinkan-Dōjō, in dem er die von seinem Lehrer Takamatsu Toshitsugu übernommenen traditionellen Schulen zusammenführte. Offiziell übernahm er 1972 die Großmeisterschaft, in manchen Quellen finden sich jedoch bereits Hinweise auf diese Rolle seit Mitte der 1960er Jahre.
Hatsumi behauptet, dass Ninjutsu von japanischen Bergclans entwickelt wurde, wobei „esoterische Fähigkeiten und Philosophien“ verwendet wurden, die von Exilanten der Tang-Dynastie nach Japan gebracht worden waren.

## Jugend und Ausbildung
Mit sieben Jahren begann Hatsumi, Kendo von seinem Vater zu lernen. Nebenbei trainierte er auch noch Aikido, Judo und Karate. In der Schule übte Hatsumi sich in Gymnastik und Boxen und war Kapitän des Fußballteams. Er übte sich in Tanz, was ihm half Budō zu erlernen. In der Highschool boxte er weiter und betrieb Judo. Er studierte Dramaturgie und Theaterwissenschaften.
Hatsumi machte sein Examen in Theaterwissenschaften und Seikotsu (deutsch in etwa Osteopathie, eine Methode Knochen zu richten) auf der Meiji-Universität in Tokio. Danach gründete er eine Praxis für Seikotsu.
Während er auf der Universität war, erlangte er den 4. Dan in Judo, was in seinem Alter selten war. Hatsumis Können bewegt sich demzufolge auf sehr hohem Niveau. Er wurde gefragt, ob er Judo mit den amerikanischen Soldaten in der Yokota Armeebasis trainieren könnte. Hatsumi zweifelte nach Erfahrungen mit den Amerikanischen Soldaten an der Wirksamkeit von Judo, wenn man aus seiner Sicht als kleinerer oder schwächerer Kämpfer nicht gegen größere, stärkere Gegner gewinnen konnte.

## Hinwendung zu den Kampfkünsten
Er begann, sich auf die Suche nach richtigen Kriegskünsten zu machen, und übte mit einem japanischen Lehrer namens Ueno den Kampfstil 'Kobujutsu Juhappan'. Nach drei Jahren hatte er den Stil gemeistert und sein Lehrer Ueno sagte, dass er ihm nichts mehr beibringen könnte. Er riet Hatsumi nach Nara zu gehen und einen fähigen Lehrer zu finden.
Als Hatsumi 25 Jahre alt war, traf er auf Takamatsu Toshitsugu, bei dem er Taijutsu lernte.
Hatsumi reiste von da an 15 Jahre lang jede Woche zehn Stunden über die Insel Honshū zu seinem Lehrer. Er verließ Freitagnacht Noda, blieb das Wochenende über bei seinem Lehrer und trainierte mit ihm. Sonntagnacht verließ er Takamatsu wieder und machte sich auf den langen Rückweg, um Montagmorgen wieder seine Praxis zu öffnen.
Takamatsu gab Hatsumi im März 1958 ein Zertifikat dafür, dass er 34. Sōke des Togakure Ryu und damit sein Erbe sei.
Mit 30 Jahren heiratete er seine Frau Mariko.

## Die Gründung des Bujinkan
Hatsumi entschloss sich wegen des großen Umfanges der neun Traditionen (Ryuha) diese nicht getrennt, sondern als Einheit auszuüben und nannte sein Dōjō „Bujinkan Dōjō“. Am 9. September 1987 wurde dann das Bujinden (Hombu) Dōjō eröffnet. Bis dahin hatte Hatsumi abwechselnd in dem Dōjō seine Schüler unterrichtet. Das Training unter Hatsumi soll anfangs sehr hart gewesen sein, doch 1988 beschloss er das Bujinkan diesem Aspekt anzupassen und milderte das Training ab.
Seit 1995 wird die Kampfkunst im Bujinkan Bujinkan Budō Taijutsu genannt. Hatsumi fokussierte sich auf das Lehren des sogenannten Taijutsu, das im Zusammenhang mit Tai Jutsu steht, da seiner Meinung nach die anderen Ninjakünste in der heutigen Zeit nur für historische Studien zu gebrauchen wären.

## Schulen
Hatsumi behauptet, legitimer Nachfolger der folgenden neun Ryuha zu sein:
- 34. Sōke – Togakure Ryu Ninpo
- 28. Sōke – Gyokko Ryu Koshijutsu
- 28. Sōke – Kukishinden Ryu Happo Hikenjutsu
- 21. Sōke – Gyokushin Ryu Ninpo
- 18. Sōke – Koto Ryu Koppojutsu
- 17. Sōke – Takagi Yohshin Ryu Jutaijutsu
- 16. Sōke – Shinden Fudo Ryu Dakentaijutsu
- 15. Sōke – Gikan Ryu Koppojutsu
- 14. Sōke – Kumogakure Ryu Ninpo

Die meisten dieser Schulen (Ryuha) sind Samurai-Schulen. Drei der Schulen sind die letzten Ninja-Schulen, von denen bekannt ist, dass sie existieren. Siehe dazu auch Ninjutsu.
Im Jahr 2019 gab Hatsumi einige seiner Titel an seine direkten Schüler weiter.

## Schüler
Hatsumi hat zahlreiche Schüler unterrichtet, sowohl im In- und Ausland, die inzwischen auch selber Lehrer sind. Ein paar davon wurden von Hatsumi eingeladen ebenfalls im Bujinden (Honbu-Dōjō) zu unterrichten.

## 1990 bis heute
Aufgrund gesundheitlicher Probleme (Diabetes) und um sich um seine Frau zu kümmern, bleibt Hatsumi jetzt nur noch in Japan. Er trainiert aber noch im Bujinden (Honbu-Dōjō).
Er hat zahlreiche Auszeichnungen erhalten. Er erhielt unter anderem angeblich noch zwei weitere Doktortitel, einen in Philosophie und einen oder zwei in Wissenschaft.
1986 wurde er mit dem Black Belt’s Instructor Of The Year Award ausgezeichnet.
Er ist Wissenschaftler, impressionistischer Maler, Schauspieler, Musiker, Sänger und Autor, hat schon unzählige Kolumnen in Zeitungen und Magazinen geschrieben, hat viele Bücher über Ninjutsu geschrieben und publizierte das Bujinkan Magazin mit dem Namen „Sanmyaku“.
Er hat schon mehr als 25 Videos gedreht und an vielen Filmen teilgenommen: „Shinobi no Mono“, 50 Folgen der beliebten Kinderserie „Jiraya“ und „Suteki no Mama“.

## Auszeichnungen
- 1986: Black Belt Ausbilder des Jahres[8]
- 2000: International Culture Award der Japan Cultural Promoting Association überreicht durch die japanisch Kaisersfamilie[8]
- 2001: Lifetime Achievement Award, USMA International Hall of Fame[9]
- 2013: Aufnahme in die niederländische National Hall of Fame der CBME[10]
- Masaaki hat nach eigner Angabe den Titel Ritter von der Deutschen Regierung verliehen bekommen.[11] Der Titel existiert in Deutschland nicht.
- Des Weiteren werden Masaaki Hatsumi verschiedenste Auszeichnungen, mehrere Doktortitel und Ehrenbürgerschaften nachgesagt.[11][12][13]

## Werke (Auswahl)
- Stick Fighting Techniques of Self-defense (1981 zusammen mit Quintin Chambers)
- Der Weg des Ninja – Geheime Techniken (2009)
- Essence of Ninjutsu The Nine Traditions (1988)
- Tetsuzan Bujinkan Densho (2014)
- The Complete Ninja The Secret World Revealed (2014)
- Unarmed Fighting Techniques of the Samurai (2008)
- Japanese Sword Fighting (2006)